# Arthur Honegger
Arthur Honegger (n. 10 martie 1892, Le Havre, Franța – d. 27 noiembrie 1955, Paris, Franța) a fost un compozitor și critic muzical elvețian.
Și-a petrecut cea mai mare parte a vieții la Paris și a fost membru al Grupului celor Șase. După opinia lui Halbreich, oratoriul „Ioana pe rug” (Jeanne d'Arc au bûcher) a fost, urmată de „Regele David” și „Pacific 231”, creația sa cea mai populară în lume.   

## Biografie

### Copilăria și tinerețea
Oscar-Arthur Honegger s-a născut în 1892 la Le Havre, într-o familie elvețiană protestantă originară din Zürich. Tatăl său, Arthur Honegger senior,era importator de cafea, iar mama sa, Julie, născută Ulrich, pianistă amatoare. Familia sa era iubitoare de muzică, și Honegger din copilărie a învățat să cânte la vioară cu un profesor numit Santreuil.. Duo-ului mamei și fiului i s-a alăturat uneori un prieten al lui Arthur, și el violonist. Dar piesele pentru două viori și pian sunt destul de rare, iar tânărul Arthur a încercat să suplinească lipsa și să compună el însuși câteva creații pentru formația de cameră casnică. De asemenea, și-a propus să scrie, din adolescență, două opere („Philippa” și „Sigismund”) și un oratoriu („Calvarul”).
În 1905 a studiat la Le Havre armonia cu organistul Robert-Charles Martin și și-a perfecționat și cântatul la vioară în mod privat. În 1909-1910 a plecat la Zürich, unde a fost găzduit de un unchi patern, judecător, și a studiat la Conservatorul din Zürich, între altele, cu Willem de Boer (vioară), Friedrich Hegar (compoziție) și Lothar Kempter (teoria muzicii).. După doi ani s-a transferat la Conservatorul din Paris, unde a studiat vioara cu Lucien Capet, precum și teoria muzicii, contrapunct și fugă (cu André Gedalge), arta dirijatului (cu Vincent d'Indy) și compoziția (cu Charles-Marie Widor). La Paris a fost coleg cu Darius Milhaud,cu Jacques Ibert și cu viitoarea sa soție, Andrée Vaurabourg . Din 1914 până în 1916, Honegger a servit în forțele de grăniceri ale Elveției, iar după ce și-a încheiat serviciul militar, s-a întors la conservatorul din Paris,absolvind în 1918.A compus deja lieduri (melodii vocale), un prim cvartet de coarde și un poem simfonic, Le Chant de Nigamon'.

### Activitatea muzicală
Foarte interesat de reînnoirea repertoriului, Honegger a fost influențat de Igor Stravinsky, despre care a scris un eseu în 1939. Compozitor prolific și dornic de a reflecta în muzica sa progresul societății, interesat fiind și de sport și de tehnologie, Honegger a scris muzică de scenă, radiofonică și muzică de film precum și creații pentru sala de concert: balete, șansoane, concerte, muzică de operă, muzică de cameră, simfonii, oratorii.
În decembrie 1918 prima sa creație însemnată, baletul Le Dit des Jeux du monde (Poema Jocurilor Lumii), comandat în aprilie de poetul belgian  Paul Méral, a fost reprezentat în premieră sub bagheta lui Walther Straram la Théâtre du Vieux-Colombier al Janei Bathori. Lucrarea, alcătuită din 13 piese muzicale scurte, care uneori amintesc de Schönberg și care era dedicată pictorului Fernand Ochsé a provocat un scandal comparabil celui izbucnit la premiera din 1913 a „Ritualului Primăverii” al lui  Stravinski sau cea a baletului „Parade” de Éric Satie.
La Teatrul du Vieux Colombier aveau loc începănd din ianuarie 1918 concertele oferite de un grup de prieteni muzicieni, denumit „Les Nouveaux Jeunes ”(Tinerii cei noi) și care a fost poreclit de către criticul Henri Collet „Grupul celor Șase”. Din grup făceau parte, în afară de Honegger și Milhaud, Georges Auric, Louis Durey, Francis Poulenc și Germaine Tailleferre.
Jean Cocteau era un fel de purtător de cuvant al grupului, dar Honegger prefera muzica de cameră și cea simfonică față de muzica de circ și music-hall de care era atașat Cocteau.
În 1921 s-a bucurat de succes cu creația „Regele David”, inițial muzică de scenă pentru o piesă de René Morax, reprezentată la Teatrul Jorat din Mezières în Elveția, și apoi transformată în 1924 în oratoriul Regele David, care a fost pus in scena mai întâi în germană la Winterthur în 1923 si apoi în 1924 la Paris
O foarte cunoscută lucrare a sa, creată în 1923, a fost „Pacific 231”, prima dintre cele trei „mișcări simfonice”, dedicată locomotivei cu abur cu acest nume. Celelalte două mișcări simfonice din triptic au fost „Rugby” și „Mișcarea simfonică nr.3”
A scris prima sa simfonie în anii 1929-1930.
Simfonia a 3-a intitulată „liturgică”, oratoriul său „Ioana d'Arc pe rug” (1938) - după un text de Paul Claudel, și oratoriul dramatic Regele David (1921) i-au exprimat religiozitatea. În a doua jumătate a anilor 1930 a prezentat oratoriul „Ioana d'Arc pe rug" în fața invitaților în salonul familiei Gosselin la Manoir du Clap. .
În 1925 Honegger a avut un roman cu cântăreața de operă Claire Croiza, care i-a născut un fiu, Jean-Claude. În mai 1926 s-a căsătorit cu pianista Andrée Vaurabourg (1894-1980) pe care a cunoscut-o în 1916 la Conservatorul din Paris. 

### Anii ocupației germane în Franța
Honegger era cetățean elvețian, dar a preferat să rămână la Paris după cucerirea țării de Germania nazistă.
În Germania muzica sa a fost interzisă ca „muzică degenerată”.
Sotii Honegger au locuit la Paris, în apartamente separate, el întreținându-se mai ales din comenzi pentru muzică de film.  
În perioada ocupației Honegger a compus cele Trei Poeme, pe texte de Paul Claudel, cei Trei Psalmi și Simfonia a Doua pentru orchestră de coarde și trompetă ad libitum.
Compusă în 1941, părțile acestei simfonii evocă moartea, doliul și eliberarea. 
Honegger a predat în acest timp compoziția la Școala normală de muzică din Paris, unde l-a avut ca elev, între alții, pe Yves Ramette, (care a compus ulterior șase simfonii).  
Simfonia liturgică (1946) era legată, în mare măsură, de anii dificili pe care i-a parcurs omenirea în al Doilea Război Mondial, deși Honegger însuși avea rezerve față de această interpretare a lucrării.
Fiecare din cele trei părți are un subtitlu de factură liturgică: 
- Dies irae (« Ziua mâniei »), Allegro marcato ;
- De profundis clamavi (« Dintru adâncuri am strigat spre tine »), Adagio
- Dona nobis pacem (« Dă-ne pacea »), Andante

A Patra Simfonie a fost subintitulată Deliciæ Basiliensis (Deliciile din Basel), iar Simfonia a Cincea sau Simfonia celor trei re (pentru fiecare din cele trei părți) 
În cursul anilor Honegger a fost activ în cercurile culturale și artistice pariziene, a frecventat poeți ca Paul Claudel, Jean Cocteau, Guillaume Apollinaire, Max Jacob, Pierre Louÿs, Paul Valéry, pictori precum Pablo Picasso, muzicieni ca Erik Satie, actori ca Jean-Louis Barrault dintre care unii i-au furnizat subecte pentru operele sale.
Honegger a susținut  cu elan promovarea muzicii franceze și în acest spirit a scris în revista muzicală Comoedia, care era proprietate germană.
Ca apărător al muzicii franceze a fost membru în Frontul Național al muzicienilor care era o organizație clandestină apropiată de rezistenta franceză. 
În noiembrie 1941 a acceptat invitația Ministerului Propagandei al Germaniei de a veni la Viena pentru o săptămana la aniversarea 150 ani de la moartea lui Mozart. Întors în Franța a relatat despre eveniment in revista Comedia, si a scris articole  despre muzica compozitorilor germani Pfitzner, Egk și Richard Strauss.
A avut parte vize pentru a vizita Olanda, Belgia, Spania, Portugalia
Odată a participat și la o receptie organizată de Ministerul german al Propagandei la Ambasada Germaniei la Paris, la care au venit și compozitori cunoscuți ca colaboratori cu ocupanții, precum Florent Schmitt și Marcel Delannoy. Autoritățile de ocupatie au aprobat și organizarea unui festival in cinstea zile de naștere a 50-a a lui Honegger.
În aceste împrejurări Honegger a fost suspendat în 1943 din Frontul Național al muzicienilor. După eliberare vreme de mai multe luni muzica sa nu a fost transmisă la radio si nu a fost interpretată în săli de concert, dar nu a fost considerat colaborator cu naziștii.

### În perioada postbelică
După război, Honegger a scris mult critică muzicală și și-a continuat activitatea ca profesor la Școala normală de muzică din Paris.      
În 1947 la două zile după ce a sosit în Statele Unite la invitația lui Serge Kussevitzky Honegger a suferit un prim infarct miocardic. Dupa o lună a fost lovit de încă un infarct masiv. din care nu s-a refăcut complet. Întors în Franța în noiembrie 1947 nu a putut lucra până în primăvara anului 1948.  
Honegger a murit în 1955 la 63 ani, în urma unui nou infarct miocardic, în studioul său din Paris, Bulevardul Clichy 71.  
Ceremonia funebră a avut loc la Oratoriul Luvrului în prezența unor reprezentanți ai președintelui Franței, Rene Coty, și ai reginei belgienilor, Elizabeth.
Ceremonia a fost celebrată de pastorul Fritz Münch, directorul Conservatorului din Strasbourg și fratele dirijorului si prietenului lui Honegger, Charles Munch. S-a audiat lamentul din Dansul morților si Alleluia din Regele David. În timpul incinerării la cimitirul Père Lachaise au luat cuvântul mai multe personalități, între care, Jean Cocteau. Trecerea urnei funerare a fost primită cu onoruri de Garda Republicană, in ciuda faptului că nu era cetățean francez. Ea a fost înmormântată la cimitirul Saint-Vincent din cartierul Montmartre
Astăzi alături de el este și mormântul soției sale, Andrée Vaurabourg, care a decedat cu două decenii și jumătate mai târziu. 
A lăsat un fiu, Jean-Claude, din legătura cu Claire Cloizat (Connolly) și o fiică, Pascale, din căsătoria cu Andrée.
Jucătorul canadian-elvețian de hochei pe gheață Doug Honegger este un nepot de frate. 

## Stilul
Principalele elemente ale stilului lui Honegger sunt contrapunctul in tradiția lui Johann Sebastian Bach
ritmuri antrenante, amplitudine melodică, armonii extrem de coloristice, o utilizare impresionistă a sonorităților orchestrale și o preocupare pentru arhitectura formală. Stilul său este mai impunător și mai solemn decât cel al colegilor săi din Grupul celor Șase.
Departe de a reacționa împotriva romantismului german, așa cum au făcut ceilalți membri ai Grupului celor Șase, lucrările mature ale lui Honegger dovedesc o influență distinctă a acestuia. „Eu acord o mare însemnatate arhitecturii muzicale”, a scris el, «„pe care nu aș vrea niciodată să o văd sacrificată din motive literare sau picturale. Am o tendință poate exagerată de a căuta complexitate polifonică.Marele meu model este J.S.Bach. Nu urmăresc, așa cum fac unii compozitori antiimpresioniști, o revenire la simplitatea armonică. Dimpotrivă, cred că ar trebui să folosim materialele armonice dezvoltate de școala care ne-a precedat, dar într-un mod diferit - ca bază pentru linii și ritmuri. Bach folosește elementele armoniei tonale, așa cum și eu doresc să folosesc suprapuneri armonice moderne. Nu subscriu la cultul Music Hallului sau al târgului stradal; dimpotrivă, sunt dedicat muzicii de cameră și muzicii simfonice în aspectele lor cele mai serioase și austere».
În ciuda diferențelor de stil, el și colegul său din Grupul celor Șase, Darius Milhaud, au fost prieteni apropiați, studiind împreună la Conservatorul din Paris (ca și Taillefer). Milhaud a dedicat cel de-al patrulea cvintet de coarde al său amintirii lui Honegger, iar Francis Poulenc i-a dedicat, la fel, Sonata pentru clarinet.
Halbreich scrie că „opera compozitorului Arthur Honegger se remarcă prin marea sa diversitate, de la tonalitate la atonalitate, fără a uita politonalitatea, folosind toate registrele și respectând atât realizările trecutului, cât și contribuțiile contemporanilor săi... el nu este clasificabil în nicio școală”. Halbreich mai notează că, după „Antigona”, „nevoia de a comunica a avut prioritate față de toate celelalte, iar în misiunea sa liber aleasă de «muzician în cetatea oamenilor», Honegger considera menținerea unui limbaj esoteric și avangardist ca un lux narcisist, contrar exigențelor sale umaniste, chiar dacă esteții artei de dragul artei au suferit și au dezaprobat alegerea sa. Singura sa încercare ulterioară de operă, „L'Aiglon”, a vizat acceptarea imediată (și, a obținut-o, poate efemer) a unui larg public popular, nu pe cea a unei posterități ipotetice și elitiste”. Din acest motiv, Honegger a aspirat adesea la o muzică lipsită de prea mult formalism, de prea multă seducție și, mai presus de toate, în general, de obiceiuri muzicale. Toată viața s-a temut de pericolul obiceiurilor culturale, al diferitelor forme de conștiință colectivă («Cris du monde», lucrare care era consacrată «revoltei individului împotriva ” „gloatei care îl zdrobește” , decembrie 1931). Această teamă era justificată de ideologia sa privind muzica autentică și mai ales plină de sens, capabilă să transmită un mesaj, uneori chiar unul filosofic, ca în Symphonia nr.3 (Liturgică)', 1945, care, conform compozitorului, „înfățișează muzical lupta din inima omului dintre abandonul în fața forțelor oarbe care îl înrobesc și instinctul de fericire, iubirea de pace, sentimentul de refugiu divin”.
Diversitatea operelor sale este, așadar, ușor de înțeles: ceea ce fiecare dintre ele avea de spus într-un mod nou necesita, în ochii săi, un limbaj nou. Astfel, a explorat genuri și tehnici diferite, interesându-se în egală măsură de armonia lui Claude Debussy sau a lui Gabriel Fauré, ritmul lui Igor Stravinsky, forma beethoveniană, geniul lui Arnold Schoenberg – excluzând serialismul – în Le Dit des Jeux du Monde. De asemenea, a folosit instrumente noi sau instrumente folosite în moduri noi:  instrumentele cu arcuș inventate de Léo Sir (în Hymne- care a fost interpretat la „Grenier jaune” (rue Lepic nr. 66). A fost reluată la 3 noiembrie 1921 și din nou la Salle Touche (boulevard de Strasbourg nr. 25) la 3 decembrie 1921. Pentru a completa familia vioarei, violei, violei tenor, violoncelului și contrabasului, lutierii Léon Sir (1855–1927) și fiul său, Léo Sir (1883–1915), au inventat cinci instrumente noi cu arcuș care cântau cu o cvartă sau o cvintă mai sus decât fiecare dintre instrumentele „obișnuite”. „Dixtuor Léo Sir” a activat la Paris după Primul Război Mondial, până în 1934. Printre alți compozitori care au scris pentru aceste instrumente s-au numărat Darius Milhaud  (Simfonia a patra de cameră) și Manuel Rosenthal (Piesă în cvintet pentru trei instrumente „Léo Sir" , vioară și violă). ; . Alte instrumente au fost:fierăstrăul din  Antigona (1927), tam-tam (în  Pacific 231 și în multe alte piese), trei saxofoane în  Ioana pe rug , un „bouteillelofon” („sticlofon” - sticle umplute cu cantități variabile de apă) pentru piesa nr. 7 din Dit des Jeux du Monde, o piesă pentru percuție solo; și chiar instrumente electronice precum Unde Martenot (în Ioana pe rug, cu partipciparea lui Maurice Martenot însuși, la premiera din 1938, dar deja folosită în filme precum L'Idée al lui Berthold Bartosch, 1934). 
Simplitatea aparentă a unor pasaje din muzica sa masca munca depusă asupra fiecărui pasaj din operele sale majore în sensul obiectivității, adică al coerenței strict muzicale a piesei. Complexitatea tehnicilor, potrivit lui, trebuia forțată doar dacă era necesar, ca de exemplu în „Horace Victorieux” (1921, caracterizat ca „cea mai radicală și îndrăzneață capodoperă a sa”, sau în simfoniile sale.  Si in lucrarile sale religioase, legate de credința protestantă, a căutat să atingă o dimensiune mai universală și umană. Aceasta a explicat, de pildă, succesul Ioanei pe rug.
În acelasi timp, nu s-a abținut uneori sa se intereseze de cultura vremii sale, ca in Pacific 231, având grijă nici să cadă în anecdota unei noise music.

## Omagii și distincții
- iunie 1948 - Doctor honoris causa al Universității din Zürich
- 3 aprilie 1952 - membru asociat străin al secției de muzică al Academiei de Arte Frumoase din Franța [25] la propunerea lui Henri Büsser, Florent Schmitt and J.-G. Domergue

- 2 decembrie 1954 - Ordinul Legiunii de onoare al Franței cu rangul de mare ofițer
- 1955 - Regizorul Georges Rouquier⁠(d) i-a consacrat un film documentar de scurt metraj "Arthur Honegger, 1955"

## Memoria
- 1970 - Crearea Fundației Arthur Honegger - din inițiativa văduvei sale

Primul președinte al Fundației, între 1970-1998, a fost Maurice Schumann.
Fundația decernează Premiul Arthur Honegger pentru compozitori și cvartete de coarde.
Între laureați se numără:Jacqueline Fontyn,Frank Martin, Jean Françaix,Nicolas Zourabichvili
.
- 1972 Poșta elvețiană a emis o serie de cinci marci poștale cu elvețieni celebri, între care Honegger.
- 1992 Poșta germană a lansat un timbru și un plic „prima emisiune” cu ocazia centenarului Honegger
- 1992 Poșta franceză a emis o serie dedicată unor compozitori francofoni de muzica cultă, între care Honegger  [29]
- 1994 - Asteroidul 27846 este numit Honegger în memoria sa

- 1996-2016 Banca Elveției a emis o bancnotă de 20 franci elvețieni cu efigia compozitorului, valabilă până în 2020.

- Conservatorul din Le Havre îi poartă numele.

## Honegger și creația sa în altă media artistică

### Pictură
- 1942 - portret de Roger Guit - păstrat la Muzeul Carnavalet[32]

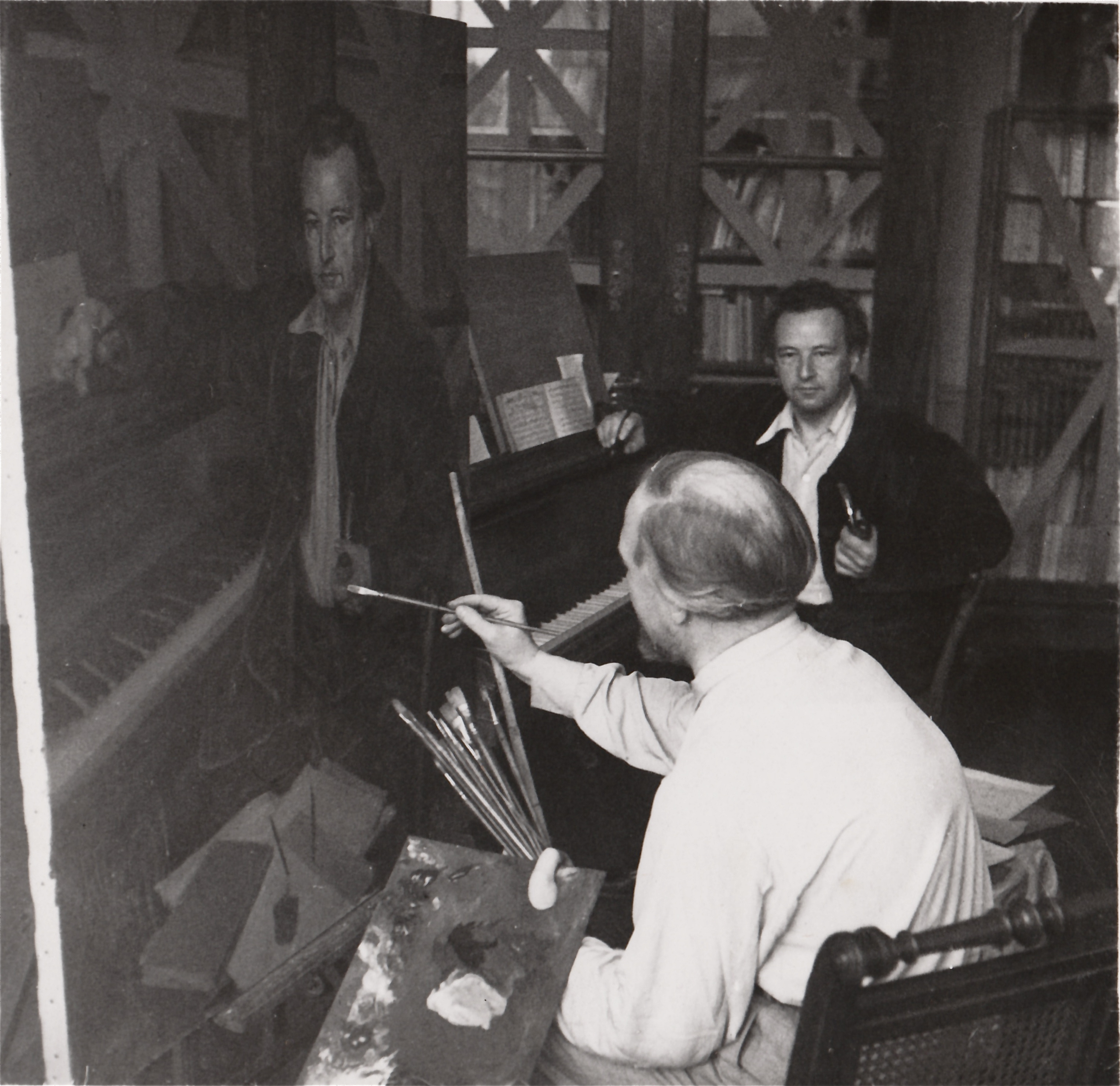
Serge Ivanoff pictează portretul lui Arthur Honegger,Paris, 1944.

- 1944 - portret de Serge Ivanoff

### Cinema
- 1955 - filmul documentar de scurt metraj Arthur Honegger-  Arthur Honegger vous parle et présente son œuvre) în regia lui Georges Rouquier

## Opera

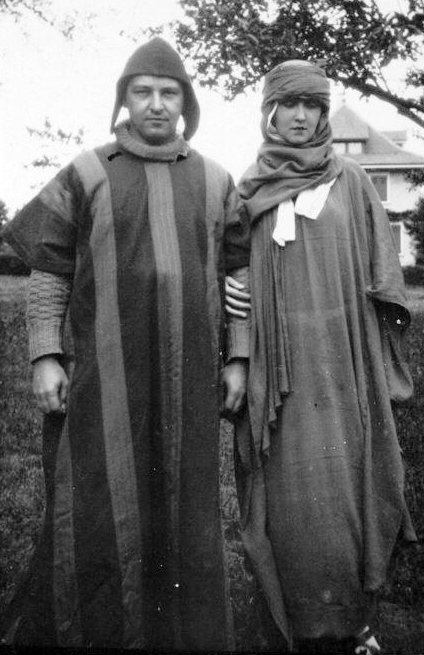
Arthur Honegger și Andrée Vaurabourg în costume de scenă la premiera operei Iudita la Mézières în 1925

Un catalog al creațiilor lui Honegger a fost redactat de muzicologul  
Harry Halbreich. Această nomenclatură folosește litera H.

### Muzică orchestrală
- Simfonia nr. 1 (1929-1930)
- Simfonia nr. 2 pentru instrumente de coarde și trompetă (1941)
- Simfonia nr. 3 (1946) - Liturgică
- Simfonia nr. 4 Deliciae basiliensis  (1946) comandată de Paul Sacher pentru Basler Kammerorchester
- Simfonia nr. 5  Di Tre Re (a celor trei re)(1950)
- Pastorale d'été (Pastorala de vară) (1920)
- Chant de joie (Cântec de bucurie) (1923)
- Pacific 231 (mișcare simfonică) pentru concertino, pian si orchestră  (1923)
- Rugby (mișcare simfonică) (1928)
- Mișcarea simfonică nr.3 (1933)
- Nocturnă (1936)
- cu Darius Milhaud  - Construcția unui oraș (1937)
- Monopartita (1951)

### Concerte
- Concertino pentru pian și orchestră H. 55 (1924)
- Concert pour violoncel  (1929)
- Concerto da camera(Concert de cameră), pentru flaut, corn englez și coarde (1948)

### Muzică de cameră
- Intrada  (1947)
- Cvartetul de coarde  nr. 1 - H. 15 (1916-17)
- Cvartetul de coarde nr.2 - H. 103 en re major (1934-36)
- Cvartetul de coarde nr.3 -  H. 114 en mi major (1936-37)
- Sonata pentru pian și vioară nr.1 (1916-1918)
- Sonata pentru pian și vioară nr.2 (1919)
- Sonata pentru violă (1920)
- Sonata pentru violoncel (1920)
- Sonatina pentru vioară (1932)

Sonata pentru vioară  (1940)

### Musică pentru pian
- Prélude, Arioso et Fughette (Preludiu, arioso și fughetă) pe numele lui BACH

### Balete
- Le dit du jeu du monde , balet în 12 acte, (1918)

Ulterior Honegger a creat o suită în 4 părți, extrasă din acest balet, si care a fost interpretată, în premieră, la 4 ianuarie 1921 de orchestra lui Vladimir Golschmann la Sala Gaveau din Paris.
- cu Grupul celor Șase  - Les Mariés de la Tour Eiffel (Mirii de la Turnul Eiffel) (1921)
- Horace victorieux (Horațiu victorios)  (1921)  -      simfonie mimată
- Amphion - balet-melodramă (1929) - pentru crainic,bariton, 4 voci de femei, cor și orchestră
- L'appel de la montagne (Chemarea muntelui) (1945)

### Opere
- Judith  (Iudita) inițial dramă biblică, reprezentată la Théatre du Jorat, apoi „opéra serieux” - operă biblică, pe livret de René Morax (1925) - premiera la Montecarlo  (1926) și in cele din urmă oratoriu (1927, Rotterdam) - a fost dedicată lui Claire Croiza, care a cântat în rolul lui Judith în prima versiune.
- Antigone (Antigona) operă după adaptarea lui Jean Cocteau (1927) - premiera la Bruxelles
- L'Aiglon  (Puiul de vultur) (1935) - dramă muzicală în 5 acte, pe libret de Henri Cain, după piesa lui Edmond Rostand - muzica de Honegger pentru actele II, III și IV) și de Jacques Ibert pentru actele I și V  - 1937, Opera din Monte Carlo

(Kent Nagano a înregistrat-o în 2016)

### Operetă
- Aventurile regelui Pausole operetă în trei acte  (1929-1930) pe un libret de Albert Willemetz, după romanul lui  Pierre Louÿs.

Albert Willemetz i-a scris dialoguri și cuplete foarte amuzante    Utilizarea versurilor alexandrine a accentuat comicul vodevilului. Arthur Honegger s-a complăcut în a amesteca stiluri muzicale diverse fără a ceda unei melodicități facile.
- Micile Cardinal - operetă de Honegger și Jacques Ibert pe text de Albert Willemetz, dupa un roman de Ludovic Halévy - 1938

### Oratorii
- Oratorio du Calvaire (Calvarul) (1907).
- Le Roi David  (Regele David)  psalm dramatic,(1921) o versiune revizuită, premiera la Paris -1924

(O înregistrare in 1997 la Naxos sub bagheta cântărețului  Michel Piquemal cu corul Vittoria  și l'Orchestre de la Cité).
- Judith   (1925) - revizuire ca oratoriu, textul de René Morax  - 1927, Amsterdam
- Cris du monde (Strigătele lumii) (1930-1931) pentru soliști vocali, cor de copii, copii mixt și orchestră, pe text de René Bizet, după Hymn to Solitude de John Keats
- Jeanne d'Arc au bûcher  (Ioana d'Arc pe rug) (1934-1935) - oratoriu dramatic, pe text de Paul Claudel, s-a bucurat de mare succes
- Danse des Morts (Dansul morților) pe livret de Paul Claudel, bazat pe texte biblice - de asemenea a avut succes
- Nicolas de Flue, pe text de Denis de Rougemont.  Premiera la Neufchâtel, 1941

### Cantate - muzică corală
- Cantata de Paște (Cantiques de Pâques) - Toulouse 1923
- Les Cris du monde (Strigătele lumii) 1931
- Cântarea cântărilor  1926 - Paris, 1938
- La Danse des Morts (Dansul morților) - pe text de Paul Claudel, pentru solo, voci și orchestră 1938
- Chant de libération  (Cântarea eliberării) - Paris, 22 octombrie 1944
- Une cantate de Noël (Cantată de Crăciun)  (1953) pentru bariton solo, voci de copii, cor mixt, orgă și orchestră - ultima mare creație a compozitorului, Basel

### Muzică de cameră vocala
- Chanson de Ronsard cu flaut și coarde (1924)
- Trois chansons populaires (1926)

### Muzică de scenă
- Antigona (1922) de Jean Cocteau după Sofocle, regia de Charles Dullin, Théâtre de l'Atelier
- Amphion - dramă lirică pe text de Paul Valéry, 1931, Paris
- Charles le Téméraire (Carol Temerarul) (1944) - muzică pentru drama lui René Morax - cor mixt, doi soliști și orchestră

### Muzică de film (selecție)
- La Roue(Roata) în regia lui Abel Gance (1922)
- Fapte diverse regia de Claude Autant-Lara  (1923)
- Napoléon regia lui Abel Gance (1927)
- Sfârsitul lumii regia lui Abel Gance (1931)
- Les Misérables (Mizerabilii) în regia lui Raymond Bernard (1934)
- Rapt în regia lui Dimitri Kirsanoff (1934)
- Crimă și pedeapsă  în regia lui Pierre Chenal  (1935)
- Mayerling  în regia lui Anatole Litvak  (1936)
- Regain în regia lui Marcel Pagnol (cu folosirea in parte a Simfoniei I) (1937)
- Domnișoara Doctor în regia lui Georg Wilhelm Pabst (film cunoscut și ca Salonique, nid d'espions(Salonic, cuib de spioni) (1937)
- Pygmalion în regia lui Anthony Asquith și Leslie Howard  (1938)
- Le Déserteur (Dezertorul) în regia lui Léonide Moguy [33] (1939)
- Cavalcade d'amour în regia lui Raymond Bernard (cu colaborarea lui Darius Milhaud) (1940)
- Les Musiciens du ciel în regia lui Georges Lacombe (1940)
- Callisto, la petite nymphe de Diane, desene animate de André Édouard Marty (1943)
- Le Capitaine Fracasse în regia lui Abel Gance (1943)
- Mermoz în regia lui Louis Cuny (1943)
- Un seul amour (O singură iubire) în regia lui Pierre Blanchar (1943)
- Un ami viendra ce soir în  regia lui Raymond Bernard (1946)
- Un revenant în regia lui Christian-Jaque (A. Honegger are aici o apariție de cameo cu Louis Jouvet) (1946)

### Creații diverse
- Les Mille et une nuits (O mie și una de nopți), cantic pentru sopran[, tenor ;o patru unde Martenot.
- Numeroase șansoane și poeme.
- Danse de la chèvre (Dansul caprei) (pentru flaut traversier).

### Cărți
- L'incantation aux fossiles, (culegere a articolelor de critică  muzicală) , Éditions d'ouchy, 1948.
- Je suis compositeur (Sunt compozitor), Éditions du Conquistador, 1957.
- Lettres à ses parents : 1914-1922 (Scrisori către părinți) , prefatate si notate de Harry Halbreich, Geneva, Éd. Papillon, 2005, 344 p.

## Note

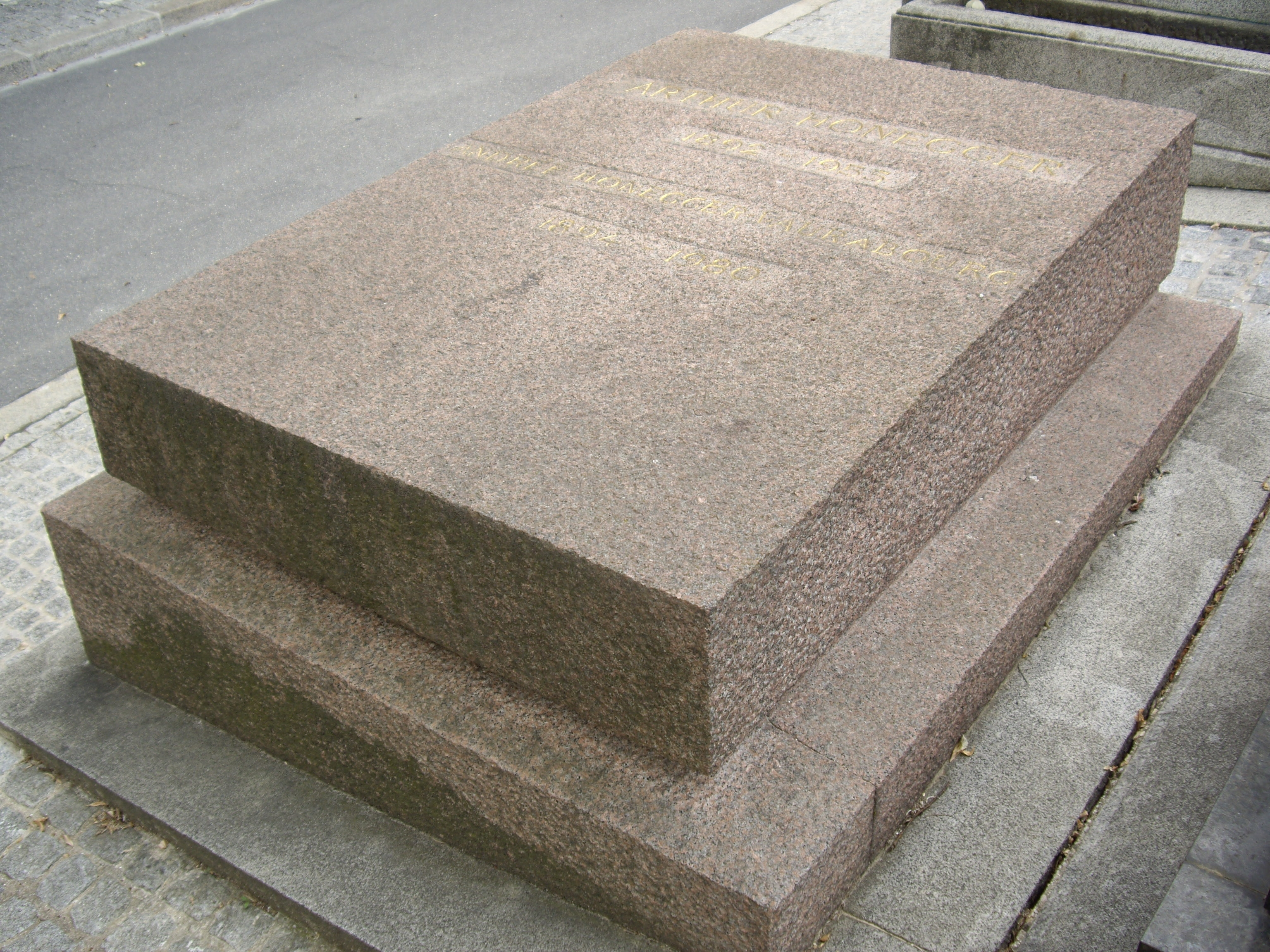
Mormintele lui Honegger și ale soției sale, Andrée Vaurabourg, la cimitirul Saint Vincent din Paris